# Гилеспи (окръг, Тексас)
Окръг Гилеспи (на английски: Gillespie County) е окръг в щата Тексас, Съединени американски щати. Площта му е 2748 km², а населението - 20 814 души (2000). Административен център е град Фредериксбърг.